# Marmelshagen

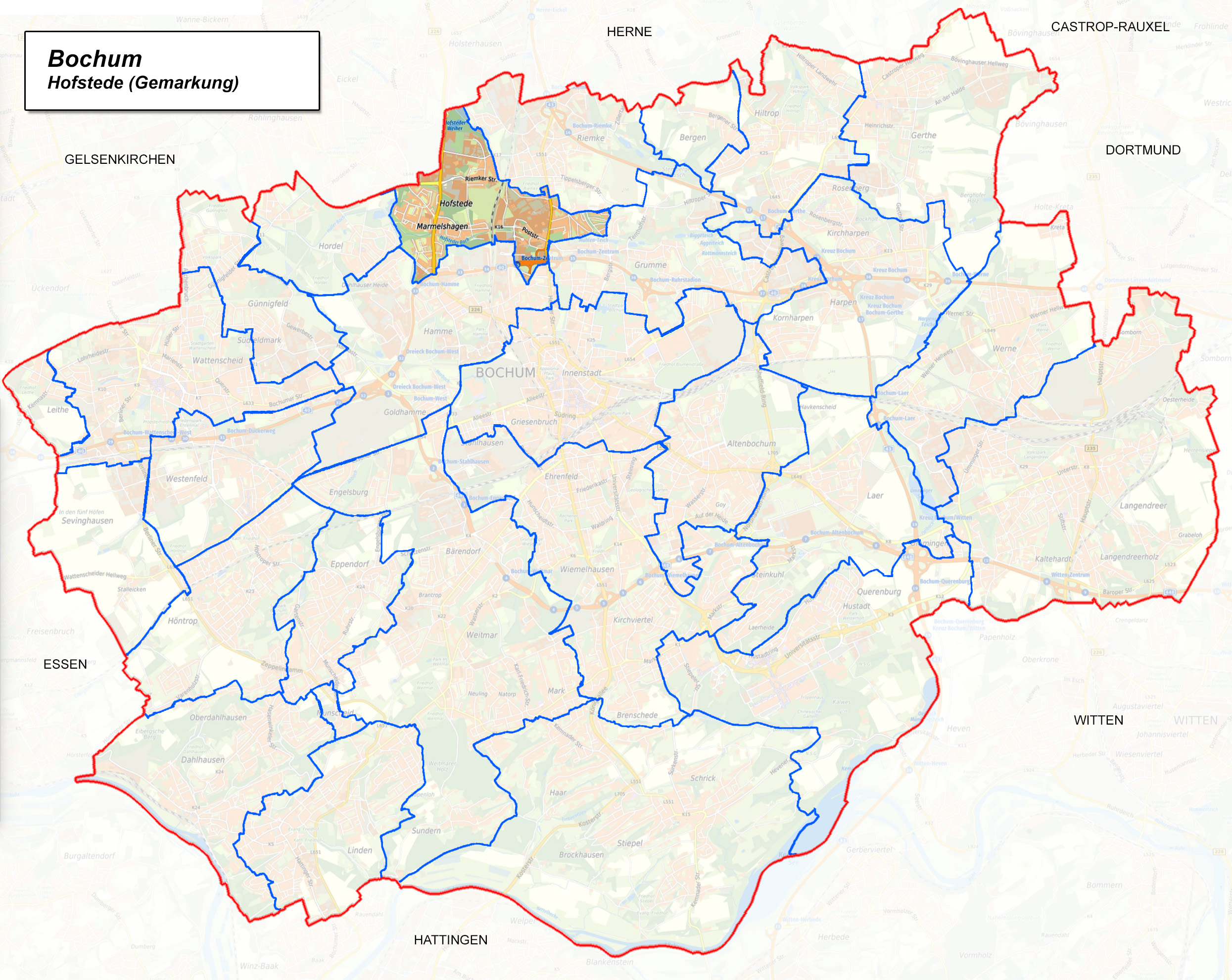
Lage von Marmelshagen in der Gemarkung Hofstede

Marmelshagen war im Mittelalter eine kleine Bauerschaft und gehört heute zum Bochumer Stadtteil Hofstede. 

## Geographie
Die Bauerschaft lag nördlich des Hofsteder Bachs östlich der Dorstener Straße auf Höhe der Straße Marmelshagen. Sie grenzte an Eickel an und gehörte zur Landgemeinde Hofstede. Im Jahr 1904 kam sie mit der Eingemeindung Hofstedes zu Bochum. 

## Geschichte
Im Schatzbuch der Grafschaft Mark von 1486 wurden hier ein Henrick und ein Bathe to „Malmenshagen“ erwähnt. Im Verzeichnis der Rittergüter und Bauernhöfe von 1519 wurde die Bauerschaft „Malmishaghen“ genannt.
Außerdem soll sich 1835 in Marmelshagen die Eisenhütte St. Johannes befunden haben über die weitere Angaben bislang fehlen.

Ansichtskarte von etwa 1900

Im 19. Jahrhundert entstanden die größeren Gartenwirtschaften „Restauration Bergmann“ von Heinrich Bergmann (zerstört im Zweiten Weltkrieg) und „Zum Kaisergarten“ von Friedrich Schulte. Zu den Attraktionen gehörte der „Hero- und Leander-Brunnen“ und die „Drei-Kaiser-Grotte“ in den Gartenanlagen.
Zum Ortsteil zählt die 1955 errichtete Pfarrkirche St. Nikolaus von Flue. Heute besteht noch der Gesangsverein MGV Einigkeit 1880 Bochum-Marmelshagen. Der im Jahr 1910 gegründete Fußballverein SV Phönix Bochum besteht auch heute noch.